# コクテール
『コクテール』は、前田米吉によって編集されたカクテルブック（カクテルのレシピに関する書籍）。

## 概要
1924年（大正13年）に出版されており、日本人によるカクテルブックとしては同年に出版された『カクテル（混合酒調合法）』（秋山徳蔵編纂）と並んで最初期の書籍である（秋山の著作のほうが1ヵ月刊行が早い）。また、料理人や料理研究家ではなく、専門のバーテンダーによるカクテルの書籍としては日本初となる。

## 内容
本書には287種類のカクテルが掲載されており、本書に遅れて1930年にイギリスで出版され、後に「カクテル・ブックの古典中の古典」とも評されるようになる『サヴォイ・カクテルブック』と同じカクテルレシピが多数掲載されている。このことから、前田は当時最先端のカクテル情報を知り得る立場にあったと推測され、実際に日本国外に渡航して修行したか、日本国外のバーテンダーに直接師事したのではないかと推測されている。
また、他のカクテルブックには掲載のない、前田のオリジナルと思われるカクテルも多数掲載されている。
本書では、「コクテール」（ショートカクテル）、「ポンチ」（パンチ）、「リッケー」（リッキースタイル）、「レモネード」、「クーラー」、「クラスター」、「フィズ」、「フリップ」、「プースカフェ」、「コブラー」、「エッグノッグ」、「デイジー」、「サワー」、「ジュレップ」、「スリング」といように大まかなスタイルで分類し、その中でイロハ順にカクテルを紹介している。
記述方式としては「○○ - 2分の1、△△ - 3分の1」といったように分量表記を用いており、本書以前のカクテルブックが文章でレシピを表記していたのと比べると、現代的な記法である。上述のように本書は『サヴォイ・カクテルブック』より早く刊行されているのだが、『サヴォイ・カクテルブック』で初めて掲載されたカクテルについても記載がある。
2022年には『Kokuteeru』と題した英訳版ペーパーバックが発売された。

### 本書掲載のカクテル例
ラインコクテール
店の名前を冠しており、他のカクテルブックへの記載もなく、前田オリジナルと推測される。
材料
- ジン - 1/3オンス
- ベネディクティン - 1/3オンス
- スイート・ベルモット - 1/3オンス
- アンゴスチュラ・ビターズ - 2dash

作り方
シェイカーに氷と材料を入れ、シェイクする。
ダイキリ
グレナデン・シロップを用いているため液色がピンクになり、現代ではピンク・ダイキリのレシピと同じになる。逆に本書に記載されるバカルディにはグレナデン・シロップが用いられておらず、白いカクテルになっている。
材料
- バカルディ・ラム - 2/3オンス
- ライムジュース - 1/3オンス
- グレナデン・シロップ - 若干

作り方
シェイカーに氷と材料を入れ、シェイクする。

## 著者について
本書の前書きに依れば、著者の前田米吉は四谷麹町二丁目（現・東京都新宿区四谷三丁目）にあった「カフェー・ライン」のバーテンダーであった。前田には本書以外の著作は無く、事蹟の詳細は不明である。1925年の読売新聞には当時1杯50銭程度であったカクテルを前田が瓶詰めとして25銭で販売した旨の記載がある。
大阪市北新地で「Bar UK」オーナーバンテンダーの荒川英二は自身のブログで『コクテール』の紹介、現代語訳を行っていた。それを見た前田米吉の姪とその息子がBar UKを訪れ、戸籍謄本や死亡届の写しを提示したことで以下のようなことが判明した。
前田米吉（明治30年（1897年）-昭和14年（1939年）11月）
鹿児島県の造園業者の家で、四男三女の三男として生まれる。23歳の時、2歳年上のユワという女性と結婚し、一子をもうけるが、子は夭折し、直接の子孫は残されていない。

## 書籍情報
- Yonekichi Maeda著; Kagumi Otani翻訳; Eiji Arakawa (序論) (2022) (英語). Kokuteeru. Jared Brown. ISBN 978-1907434617